# 요한나 셀스트룀
요한나 셀스트룀(Johanna Sällström, 1974년 12월 30일 ~ 2007년 2월 13일)은 스웨덴의 배우이다. 제33회 굴드바게상 여우주연상 수상자이다.